# Eugnorisma glareosa
Eugnorisma glareosa é uma espécie de insetos lepidópteros, mais especificamente de traças, pertencente à família Noctuidae.
A autoridade científica da espécie é Esper, tendo sido descrita no ano de 1788.
Trata-se de uma espécie presente no território português.